# Йоханес Авентинус
Йоханес Авентинус (на немски: Johannes Aventinus) роден като Йохан Георг Турмаир (Johann Georg Turmair) и латинизира името си на Авентинус („Aventinus“, „Abensberger“), е германски историк и дворцов историограф. Той е считан за подготвител на пътя на класическата филология в Германия.

## Биография
Роден е на 4 юли 1477 година в Абенсберг, Долна Бавария. От 1495 следва хуманистика в университетите в Инголщат, Виена, Краков и Париж. След като завършва в Париж през 1507 г., се завръща в Инголщат и от 1509 е назначен за преподавател на Лудвиг X и Ернст Баварски, двамата по-малки братя на баварския херцог Вилхелм IV. За тях той пише през 1512 г. латинска граматика (Rudimenta grammaticae latinae). През 1516 г. Ернст трябва да следва в Университета в Инголщат и той пише за него систематика на науките, която нарича Encyclopedia и я издава през 1517 г. към своята латинска граматика. Това е първата известна напечатена енциклопедия.
През 1517 г. Вилхелм IV назначава Авентинус за баварски дворцов историограф и му възлага да напише историята на страната. През 1517 и 1522 г. той написва главното си произведение „Annales ducum Boiariae“ („Анали на Бавария“), в което описва баварската история до 1460 г., което по-късно е високо оценено от Волфганг фон Гьоте.
През 1523 г. Авентинус издава първата карта на Бавария. Той пише и учебник за музиката и книга за римската математика. Неговата книга „Rudimenta grammaticae latinae“ става учебник в университета в Инголщат.
Авентинус остава католик през целия си живот, въпреки че подкрепя протестантската Реформация и държи комуникация с Мартин Лутер и особено с Филип Меланхтон. Той отхвърля изповедите, възразява срещу поклоненията и индулгенциите, противопоставя се на претенциите за йерархия в църквата и показва силна неприязън към монасите, за което през 1528 г. е хвърлен временно в затвора.
Умира на 9 януари 1534 година в Регенсбург на 56-годишна възраст и е погребан в местния манастир „Свети Емерам“.

## Произведения
- Grammatica nova fundamentalis (1512)
- Annales Schyrenses (1517)
- Rudimenta gramaticae… Encyclopedia orbisque doctrinarum in calce…. (1517)
- Altöttinger Chronik (1519)
- Ursachen des Türkenkrieges (написана 1526)
- Annales ducum Boiariae (1554)
- Baierische Chronik (1556, лат.: * Annales)

- Johannes Turmair, Christian Kaiser 1881 – 1908 (6 Bde.) online